# Kelly Osbourne
Kelly Osbourne, rođena 27. listopada 1984. godine u Londonu, Velika Britanija, kćer je rock-legende Ozzyja Osbournea i njegove supruge Sharon Osbourne.

## Životopis
Primarno pop-izvođačica, kombinacijom pseudo-punk odijevanja s anti-autoritativnim stavom (vrlo nalik Cyndi Lauper u 1980-ima) reflektira svoju težnju izražaju nalik pop-rocku iz '80-ih. Prvi put je zamijećena u seriji "Osbourneovi", reality showu o njenoj slavnoj obitelji.
Njen debitantski album Shut Up! iz 2002. godine polučio je umjeren uspjeh, uglavnom na krilima uspjeha obrade Madonninog hita Papa Don't Preach. Album je i kod kritike prihvaćen s umjereno pozitivnim kritikama. Kasnije je snimila duet "Changes" sa svojim slavnijim ocem Ozzyjem, koji je dostigao broj jedan na britanskoj ljestvici singlova; izdavanje reizdanja albuma Shut Up! s dodatkom ove pjesme nije unaprijedilo broj prodanih primjeraka.
4. travnja 2004., njeni roditelji otvoreno su izjavili kako je Kelly na rehabilitaciji i bori se s ovisnošću o sedativima.
Dovršila je, uspomoć slavne kantautorice Linde Perry, svoj drugi album Sleeping in the Nothing, s kojim je napravila prijelaz s pop-rock zvuka na sintetički robo-pop kakav je bio popularan sredinom osamdesetih. Prvi singl s albuma, One Word, je toplo primljen i dosegao je sedmo mjesto američke ljestvice singlova; kritičari su i ovaj album primili s umjereno pozitivnim kritikama. Zanimljiv spot za One Word u režiji Chrisa Applebauma, koji namjerno podsjeća na futuristički film Alphaville Jeana-Luca Godarda, doprinio je ovom uspjehu.
Od lipnja 2005., Osbourneova je opet u rehabilitacijskoj klinici zbog svoje ovisnosti.

## Diskografija

### Albumi
- Shut Up! (2002.)
- Sleeping In The Nothing (2005.)

### Singlovi
- Papa Don't Preach (2002.)
- Shut Up (2003.)
- Changes (2003., duet s Ozzyjem Osbourneom)
- One Word (2005.)